# Dian (Hellespont)
Dian (lateinisch Dian, russisch Дий, Dij) war ein legendarischer Führer von Hellespont im 9. Jahrhundert. Er wurde in altnordischen Sagas erwähnt.
Hellespont war ein Gebiet irgendwo südöstlich der Ostsee.
Um 835 wurde Dian vom Wikingerführer Ragnar Lodbrok besiegt und getötet. Dieser setzte seinen Sohn Hvitserk als Nachfolger ein.
Dian hatte zwei Söhne, Daxo und Dian. Daxo besiegte schließlich Hvitserk und wurde Fürst von Hellespont.